# TMX
TMX es el acrónimo en inglés de Translation Memory eXchange, un estándar XML DTD, que sirve para el intercambio de memorias de traducción. Fue creado en 1998,  por el comité OSCAR (Open Standards for Container/Content Allowing Re-use), un Grupo de Interés Especial o Special Interest Group (SIG) de LISA (Localization Industry Standards Association), responsable de la definición de TMX.
Mediante la aplicación del formato TMX es más viable la colaboración en proyectos de traducción de personas o empresas que usan Sistemas de traducción asistida diferentes seleccionadas en función de sus necesidades y preferencias. El formato TMX también hace más fácil la migración de un sistema de traducción asistida a otro, lo que favorece la competitividad entre las tecnologías ofertadas y el desarrollo constante de las mismas para marcar diferencias con respecto a sus competidores. Como otros estándares abiertos, este formato se desarrolla con vistas a reducir los problemas de compatibilidad, impulsar la reutilización de los recursos lingüísticos, simplificar el intercambio de datos y estimular, de esta manera, la innovación tecnológica (Gómez, 2001)

## ETSI
En la actualidad, el European Telecommunications Standards Institute (ETSI) puso en marcha un Industry Specification Group (ISG) para localización. El ISG se encarga de los siguientes items de trabajo, incluyendo TMX:
- Term-Base eXchange (TBX) / ISO 30042:2008[5]
- Translation Memory eXchange (TMX), con GALA[6]
- Segmentation Rules eXchange (SRX) / ISO/CD 24621[7])
- Global information management Metrics eXchange – Volumen (GMX-V).

## Aplicaciones
Aplicaciones notables que reconocen este tipo de archivos de traducción son:
- Wordfast
- Trados
- Transit

### Lista de referencias
1. ↑  «Una guía al TMX - RACO.cat».
2. ↑  «The Localization Industry Standards Association (LISA) shuts down operations | www.commonsenseadvisory.com». commonsenseadvisory.com. 2011. Archivado desde el original el 21 de enero de 2014. Consultado el 20 de enero de 2016. «The Localization Industry Standards Association (LISA) shuts down operations».
3. ↑  «ETSI establishes Industry Specification Group for LIS - Telecompaper». telecompaper.com. 2011. Consultado el 11 de noviembre de 2011. «ETSI establishes Industry Specification Group for LIS».
4. ↑  «ETSI Collaborative Portal». portal.etsi.org. 2011. Archivado desde el original el 11 de noviembre de 2011. Consultado el 11 de noviembre de 2011.
5. ↑  «ISO 30042:2008 - Systems to manage terminology, knowledge and content -- TermBase eXchange (TBX)». iso.org. 2011. Consultado el 11 de noviembre de 2011.
6. ↑  «TMX 1.4b Specification». gala-global.org. 2011. Archivado desde el original el 15 de mayo de 2012. Consultado el 11 de noviembre de 2011.
7. ↑  «ISO/CD 24621 - Language resources management -- Segmentation Rules eXchange (SRX)». iso.org. 2011. Archivado desde el original el 10 de marzo de 2014. Consultado el 11 de noviembre de 2011.
8. ↑  «Memoria de traducción sobre legislación administrativa (Ley 39/2015, de 1 de octubre, del Procedimiento Administrativo Común de las Administraciones Públicas, y Ley 40/2015, de 1 de octubre, de Régimen Jurídico del Sector Público) - Conjunto de datos». datos.gob.es. Consultado el 5 de julio de 2023.

- Datos: Q1890189